# Kaijiangosaurus lini
Kaijiangosaurus lini es la única especie conocida del género extinto  Kaijiangosaurus  (“lagarto del Río Kai”) de dinosaurio saurisquio tetanuro, que vivió a mediados del período Jurásico, hace aproximadamente 165 a 161 millones de años en el Bathoniense y Calloviense, en lo que hoy es Asia.

## Descripción
Kaijiangosaurus tenía una longitud de unos 5 metros. Mencionó algunos rasgos de diagnóstico. El yugal es de borde recto en la parte delantera, más profundo en la parte trasera. Los dientes son del tipo megalosáurido. Su borde de ataque tiene solo unas pocas estrías, cerca de la punta. Los cervicales son cortos, anchos y estrechos en el medio. Los cervicales frontales tienen espinas con un borde posterior cóncavo. Estas vértebras del cuello son casi tan anchas como largas. Sus espinas son bajas y anchas. Los centros del cuello vertebral posterior son cóncavos en su espalda. Sus espinas son largas y estrechas. Las dorsales son platicoelas y tienen lados lisos que carecen de pleurocoelos. Las vértebras delanteras de la cola también son platicoelas, con una parte frontal plana y una parte posterior cóncava, las caudales posteriores son anfílicoelas. Las vértebras de la cola tienen superficies inferiores planas sin un surco en la línea media. La escápula es bastante recta, con solo una constricción relativa en el extremo inferior y una ligera expansión en el extremo superior. El coracoide es ovalado y tiene una cresta gruesa en el lado externo superior. Con el húmero, la cresta deltopectoral es triangular. Su eje tiene una sección transversal ovalada. El cúbito es corto y se expande en ambos extremos. Las tres garras de la mano están fuertemente curvadas. Ambos extremos del fémur se expanden.; El cuello de este está algo dirigido hacia la parte trasera. El trocánter menor es bajo, con un perfil triangular. Los metatarsianos medios no están fusionados, ni el tercer metatarsiano está restringido en la parte superior.

## Descubrimiento e investigación
Encontrado en la Formación Xiashaximiao, en Sichuan, China. La especie tipo, K. lini, fue descrita por He in 1984 y pertenece a la misma formación que el Gasosaurus al que algunos paleontólogos lo asignan. Solo conocido por un vértebra platycoela del cuello, que presenta caracteres de carnosaurio y otros más primitivos, lo que ha llevado a pensar que es uno de los ancestros de estos. El espécimen holotipo , CCG 20020, fue descubierto en Sichuan , en una capa de la formación Xiashaximiao que data del Bathoniense al Calloviense. El espécimen consiste en un esqueleto fragmentario que carece del cráneo. El holotipo propiamente dicho contiene el intercentro del atlas y las vértebras del cuello tercero a noveno. Otros elementos han sido designados como un paratipo, incluidos restos fragmentarios del cráneo, nueve dientes, elementos de la cintura escapular, una extremidad anterior y una extremidad posterior. Otro paratipo es el fémur de un individuo probablemente más pequeño. Holtz y colaboradores en 2004 mencionaron especímenes mucho más completos, pero no están descritos. Ha habido dudas sobre la validez de Kaijiangosaurus . Se ha sugerido que debería considerarse como un sinónimo más moderno de Gasosaurus , que se encontró en los mismos estratos que Kaijiangosaurus, la sección de la formación Shaximiao Inferior de la Formación Dashanpu o de Xuanhanosaurus.

### Etimología
El nombre genérico se refiere al río, jiang, Kai. El nombre específico honra al paleontólogo Lin Wenqiu.

## Clasificación
Originalmente colocó Kaijiangosaurus en Megalosauridae. El análisis moderno sugiere que es un miembro basal de las Tetanurae o tal vez el Averostra. Debido a la naturaleza fragmentaria de los restos, no está claro qué tipo de terópodo tetanuro es, aunque puede ser un carnosaurio primitivo.